# Rough Dreams
«Rough Dreams» — второй студийный альбом американской рок-группы Shivaree, выпущенный 17 июля 2002 года.

## Список композиций
1. «Wagers» — 1:50
2. «Gone Too Far» — 3:19
3. «After the Prince and the Showgirl» — 3:33
4. «All Because You Told Me So» — 3:11
5. «Thundercats» — 3:06
6. «Snake Eyes» — 1:36
7. «Stealing Home» — 4:01
8. «John, 2/14» — 3:23
9. «Reseda Casino» — 3:21
10. «Ten Minutes» — 3:46
11. «Queen-Sized Tomb» — 5:05
12. «Flycatcher» — 2:43

## Участники записи
- Shivaree:
  - Амброзия Парсли — вокал
  - Дэнни Макгаф — клавишные, продюсер
  - Дюк Маквинни — гитара, бас-гитара
- Chris Maxwell — гитара
- Elegant Too — продюсер
- Greg Calbi — мастеринг
- Victor Van Vugt — сведение
- Phil Hernandez — программирование
- Melanie Nissen — фотограф
- Mike Lohr — оформление